# 默瑟維爾 (新澤西州)
默瑟維爾（英語：Mercerville）是位於美國新澤西州默瑟縣的普查規定居民點。

## 人口
根據2020年美國人口普查的數據，默瑟維爾的面積為9.63平方千米，當中陸地面積為9.55平方千米，而水域面積為0.08平方千米。當地共有人口13447人，而人口密度為每平方千米1,396.37人。